# Ewart Alan Mackintosh
Pour les articles homonymes, voir McIntosh.
Ewart Alan Mackintosh MC, né le 4 mars 1893 à Brighton, dans le Sussex et mort le 21 novembre 1917, est un poète de guerre et officier des Seaforth Highlanders à partir de décembre 1914.
Il a été tué le 21 novembre 1917, en observant la deuxième journée de la deuxième bataille de Cambrai. Ses meilleurs poèmes ont été considérés d'une qualité comparable à celle de Rupert Brooke.

## Biographie

### Famille
Ewart Alan Mackintosh est né le 4 mars 1893, seul fils d'Alexandre Mackintosh et de sa femme, Lilian Rogers. Même s'il est né à Brighton, dans le Sussex, son père était originaire d'Alness. Son grand-père maternel était le prédicateur James Guinness Rogers (en).
Il a dit que c'était à cause de l'amitié de son grand-père avec le premier ministre britannique, William Ewart Gladstone, qu'il a reçu son premier nom[réf. nécessaire].

### Éducation
Il est scolarisé au Brighton College. Il apprend le Gaélique et à jouer de la cornemuse pendant les vacances. Il poursuit ses études à la St Paul's school à Londres puis étudie les lettres classiques à Christ Church, à Oxford. Mackintosh, qui est membre de l'Université d'Oxford de Formation des Officiers des Corps, tente de s'enrôler dans l'armée immédiatement en août, alors qu'il est toujours dans son cursus universitaire : sa demande est rejetée en raison de sa mauvaise vue.

### Carrière militaire
Il postule à nouveau et sera accepté par le Seaforth Highlanders et est nommé sous-lieutenant le 31 décembre 1914. Il sert dans le 5e Sutherland et Caithness Highland Bataillon, des Seaforth Highlanders (une Force Territoriale de l'unité) qui fait partie de la 51e division d'infanterie (Highland).
Il retourne en Grande-Bretagne en août 1915 après avoir été blessé au High Wood (en) dans la Somme. Il est stationné près de Cambridge pendant huit mois au cours desquels il est chargé de la formation des cadets. Il est fiancé à Sylvia Marais qui est issue d'une famille de Quakers.
Le 16 mai, il mène un raid près d'Arras où quatorze de ses hommes sont blessés et deux sont tués. L'un d'eux, David Sutherland, a inspiré un poème In Memoriam. Mackintosh est temporairement lieutenant et reçoit la Croix Militaire en date du 24 juin 1916.
Mackintosh avait essayé de ramener Sutherland, qui avait perdu un certain nombre de membres, dans les tranchées. Sutherland succombera à ses blessures et devra être abandonné ; il n'a pas de tombe connue, mais son nom est gravé au Mémorial de la bataille d'Arras. À l'âge de 23 ans, Mackintosh se considérait comme un père pour ses hommes, et ils l'appellent affectueusement « Tosh ». Sutherland était un Écossais, mais beaucoup de ses hommes venaient de la Nouvelle-Zélande. L'un de ses derniers poèmes, Cha Till Maccrimmein, semble prédire sa propre mort.
Mackintosh est mort au combat le deuxième jour de la Bataille de Cambrai, le 21 novembre 1917, avec la 4e Seaforth Highlanders. Il observait les combats, près du village de Cantaing. La bataille de Cambrai, est notable pour l'utilisation de nouvelles tactiques, y compris la première utilisation massive de chars. Il a été enterré dans le Cimetière du Bois d'Orival près de Flesquières dans le nord de la France.

## Œuvres
- A Highland Regiment and Other Poems, 1917
- War, The Liberator, and Other Pieces, London, John Lane; New York, John Lane company, 1918.
- Can't Shoot a Man with a Cold: Lt. E. Alan Mackintosh MC 1893 – 1917 Poet of the Highland Division, Colin Campbell and Rosalind Green